# کلمبیا (داکوتای جنوبی)
کلمبیا(به انگلیسی: Columbia) شهری در ایالت داکوتای جنوبی کشور ایالات متحده آمریکا است که جمعیت آن در سرشماری سال ۲۰۱۰ میلادی، ۱۳۶ نفر بوده‌است.